# Tenemos la carne
Tenemos la carne è un film del 2016 diretto da Emiliano Rocha Minter.
La pellicola, un horror scritto dallo stesso regista Rocha Minter, venne presentata il 2 febbraio 2016 all'International Film Festival Rotterdam e nel gennaio 2017 avrà una proiezione limitata negli Stati Uniti.

## Trama
Un'ignota apocalisse ha devastato il globo, obbligando i fratelli Lucio e Fauna a cercare del cibo e a rifugiarsi in un ambiente ostile. Si imbattono casualmente in Mariano, un uomo che offre a loro cibo e alloggio ad una condizione: devono aiutarlo a trasformare un edificio abbandonato in una struttura atipica. Chiede anche che i due fratelli facciano sesso l'uno con un altro mentre lui guarda. Con poche alternative i due si attengono alle disposizioni; sarà l'inizio di un percorso che li porterà ad effettuare cose strane e orribili al fine di sopravvivere.

## Accoglienza
Tenemos la carne ha ottenuto recensioni generalmente positive da parte della critica. Su Rotten Tomatoes il film ha un indice di gradimento del 77%, basato su 22 recensioni con un voto medio di 6/10. I recensori di The Guardian assegnarono alla pellicola un voto di due e tre stelle su cinque, assieme a un'osservazione di un recensore in cui ritenne che il film era "un po' come il film di Jorge Michel Grau, Somos lo que hay, senza però alcun fine satirico." Variety fece notare che le reazioni a Tenemos la carne differirebbero assai a seconda dello spettatore e che il film era un'"estrema festa messicana di incesti, cannibalismo e sesso esplicito che deve guadagnare detrattori e fan nella stessa misura."